# ویزناب (هوراند)
ویزناب یا ویزه ناب (میزنو) یکی از روستاهای استان آذربایجان شرقی است که در دهستان دودانگه بخش مرکزی شهرستان هوراند و در نزدیکی قلعه قهقهه واقع شده‌است.طبق سرشماری نفوس و مسکن ۱۳۹۵ دارای ۳۱ خانوار ۱۲۲ نفر می باشد.